# Parafia św. Mikołaja w Grabinie
Parafia św. Mikołaja – rzymskokatolicka parafia położona jest przy ulicy Krótkiej 10 w Grabinie. Parafia należy do Dekanatu Skoroszyce w diecezji opolskiej.

## Historia parafii
Parafia w Grabinie wzmiankowana jest po raz pierwszy w latach 1335–1342, w sporządzonym przez Galharda de Carceribusa rejestrze dłużników sześcioletniej dziesięciny Soboru w Vienne. W okresie reformacji parafia w Grabinie przestała istnieć, a kościół w tym czasie został kościołem filialnym podległym parafii św. Katarzyny Aleksandryjskiej w Bielicach. 
Wspomina o tym dokument z 1560 roku. Ostatnim przedwojennym proboszczem parafii był ks. Erhard Morawetz.
Obecnie proboszczem parafii jest ksiądz Tomasz Malicki.

## Liczebność i zasięg parafii
Parafię zamieszkuje 970 osób, z następujących miejscowości: Grabin, Dworzysko, Jakubowice i Krasna Góra.

### Inne kościoły i kaplice
Na terenie parafii znajdują się:
- kościół Macierzyństwa Najświętszej Maryi Panny w Krasnej Górze,
- kaplica Najświętszej Maryi Panny Królowej Polski w Jakubowicach.

### Szkoły i przedszkola
- Publiczna Szkoła Podstawowa w Grabiniu,
- Publiczne Przedszkole w Grabiniu[3].

## Duszpasterze

### Proboszczowie po 1945
- ks. Erhard Morawetz (od 1932),
- ks. Edward Szczerbowski,
- ks. Jan Taras,
- ks. Józef Resner,
- ks. Henryk Cieślik,
- ks. Antoni Król,
- ks. Andrzej Kałuża,
- ks. Jacek Joachim Woźnica (do 25 października 2010),
- ks. Tomasz Malicki